# Paraná (Argentina)
La ciutat de Paranà és la capital de la província argentina d'Entre Ríos i capital del Departament Paraná. Té uns 339.930 habitants. La ciutat és l'eix central del Gran Paraná. El nom etimològic de la ciutat prové del riu Paraná en la riba del qual es troba. Expressió derivada de la llengua tupí-guaraní per a = "mar" i ana = "semblant, paregut". Paraná és, llavors, "semblant al mar, riu gran, semblant com el mar", naturalment per la seva grandària.

## Història
La ciutat va sorgir al segle xvi quan els veïns de Santa Fe es van establir a l'altra riba del riu Paraná. La població del lloc va anar desenvolupant-se lentament, adquirint cert acreixement, tant a la zona riberenca propera a l'antic desembarcador, com en els camps que s'estenien vorejant el riu Paraná, sense que es realitzaran les cerimònies acostumades en fundar-se una ciutat hispana. No va haver-hi elecció prèvia del terreny, va faltar l'ajuda de la justícia i de l'acta fundacional, però les condicions eren propícies per al poblament. Hi havia abundant bestiar assalvatjat, el sòl era fèrtil, no faltava aigua, ni llenya i de moment es mantenia una relativa pau amb els pobles originaris. Els primers pobladors van anomenar el lloc Baxada.
La capella era l'eix de la població i donat l'increment d'aquesta, el Cabildo Eclesiàstic de Buenos Aires la va transformar en Parròquia, sota l'advocació de la Verge del Roser, el 23 d'octubre de 1730. Mancant una fundació formal, aquesta data es considera com a inici de la cronologia oficial. El 25 de juny de 1813 va aconseguir la categoria de vila i és denominada Paraná, en 1822 és designada capital de la Província d'Entre Ríos i és elevada al rang de ciutat el 26 d'agost de 1826.
Entre el 24 de març de 1854 i el 2 de desembre de 1861, Paraná va ser capital de la Confederació Argentina fins que Buenos Aires va ser designada capital del país en 1862. El 1883 amb la reforma de la Constitució Provincial, Paraná va recuperar el caràcter de capital provincial, que havia obtingut en 1822.
El 1994 Paraná va ser seu de la Convenció Reformadora de la Constitució Nacional Argentina.

## Ubicació geogràfica i població
Es troba a la vora del riu homònim del qual pren el seu nom. 470 km la separen de Buenos Aires, capital federal del país, i uns 25 km de la veïna ciutat de Santa Fe amb la qual està comunicada a través del túnel subfluvial "Uranga-Sylvestre Begnis" (ExTúnel Subfluvial "Hernandarias"). Segons el cens de l'INDEC a la fi del 2001, tenia 237.968 habitants (paranaenses).

## Límits
Els límits de la ciutat de Paraná són els següents:
Nord: riu Paraná.
Sud: rierol Els Berros.
Est: rierol Les Tunes.
Oest: riu Paraná.

## Clima
Paraná posseeix un clima pampeano, amb una temperatura mitjana de 18 °C (anual) i un total anual de precipitacions que no supera els 1.250 mm.
En l'estiu la temperatura mitjana de la ciutat és de 23 °C, amb punts màxims de 37 i mínims de 10 °C, amb un nivell mitjà de precipitacions (mitjana estacional de 400 mm). A l'hivern la temperatura no és menor a 1 °C (hi ha gelades), amb màximes de 18 i mínimes de 5 °C, amb baixes precipitacions (mitjana estacional de 100 mm).

## Govern i administració
El Poder Executiu de Paraná ho exerceix l'Intendent Municipal, triat per votació popular cada quatre anys. La seu del govern és el Palau Municipal, situat en la intersecció dels carrers Urquiza i Corrents. Blanca Inés Osuna (PJ) va resultar electe intendent municipal per al període 2011-2015.
El Poder Legislatiu està a càrrec de l'Honorable Consejo Deliberante, el qual se situa en la intersecció dels carrers Corrents i Andrés Pazos, en la mateixa poma que el Palau Municipal, separat d'aquest per la Plaça de les Confederaciones.

### Palau Municipal
El Palau Municipal està situat en la cantonada delimitada per dues artèries importants del centre paranaense: Urquiza i Corrents. La seva extensió és d'1.700 m². El lloc en el qual se situa havia pertangut, des del segle xviii, a Faustina Albornoz, després va ser possessió del Coronel Naruri i va ser comprat pel govern de la província, als descendents del coronel, en 1883. Finalment, el 8 de setembre de 1889 el govern provincial va donar aquest terreny a la municipalitat de la capital. El 15 d'agost de 1990 va ser declarat "Monument Històric de la Ciutat de Paraná", segons Ordenança Nº 7248.
L'edifici va ser construït per l'empresa Borgobello i Forlese sobre la base dels plànols executats per Don Santos Quintín Domínguez i Benguria, destacat funcionari i membre del concejo deliberante durant un llarg període. El cost total de l'obra sumada als mobles de la mateixa va ser de $200.000 moneda nacional. Va ser inaugurat el 31 de desembre de 1890 durant la intendència d'Enrique Berduc.
La casa municipal és representativa de l'arquitectura de la fi del segle xx, en la qual es destaca la sumptuositat i la inspiració en línies europees. En pujar l'escala principal del palau es troba la imatge de la Verge del Rosario, patrona de la ciutat.
El rellotge i les campanes del palau municipal són d'especial importància dins del patrimoni de la ciutat. El rellotge va ser fabricat en Udine, Itàlia. La maquinària consta d'un pèndol a corda de 24 hores del qual sorgeixen 4 eixos per als diferents plànols de la torre. En una petita esfera metàl·lica interior es llegeix Anticaditta Fratel, Solari di Pesarüs, Provincia di Udine.
Les dues campanes, col·locades una sobre una altra, també provenen d'Udine. La inferior de 81 cm i la superior de més d'1 m de diàmetre es troben a 28 m i mig del pis de la planta baixa. Sobre la primera campana es troba aplicat en sobrerelleu l'escut de la municipalitat. En ambdues es llegeix Municipalitat de Paraná, Opera di Francesco Broilli, in Udine, Itàlia. Les esferes del rellotge tenen un diàmetre de 2,05 m i nombres romans de 35 cm d'altura.